# Alida Valli

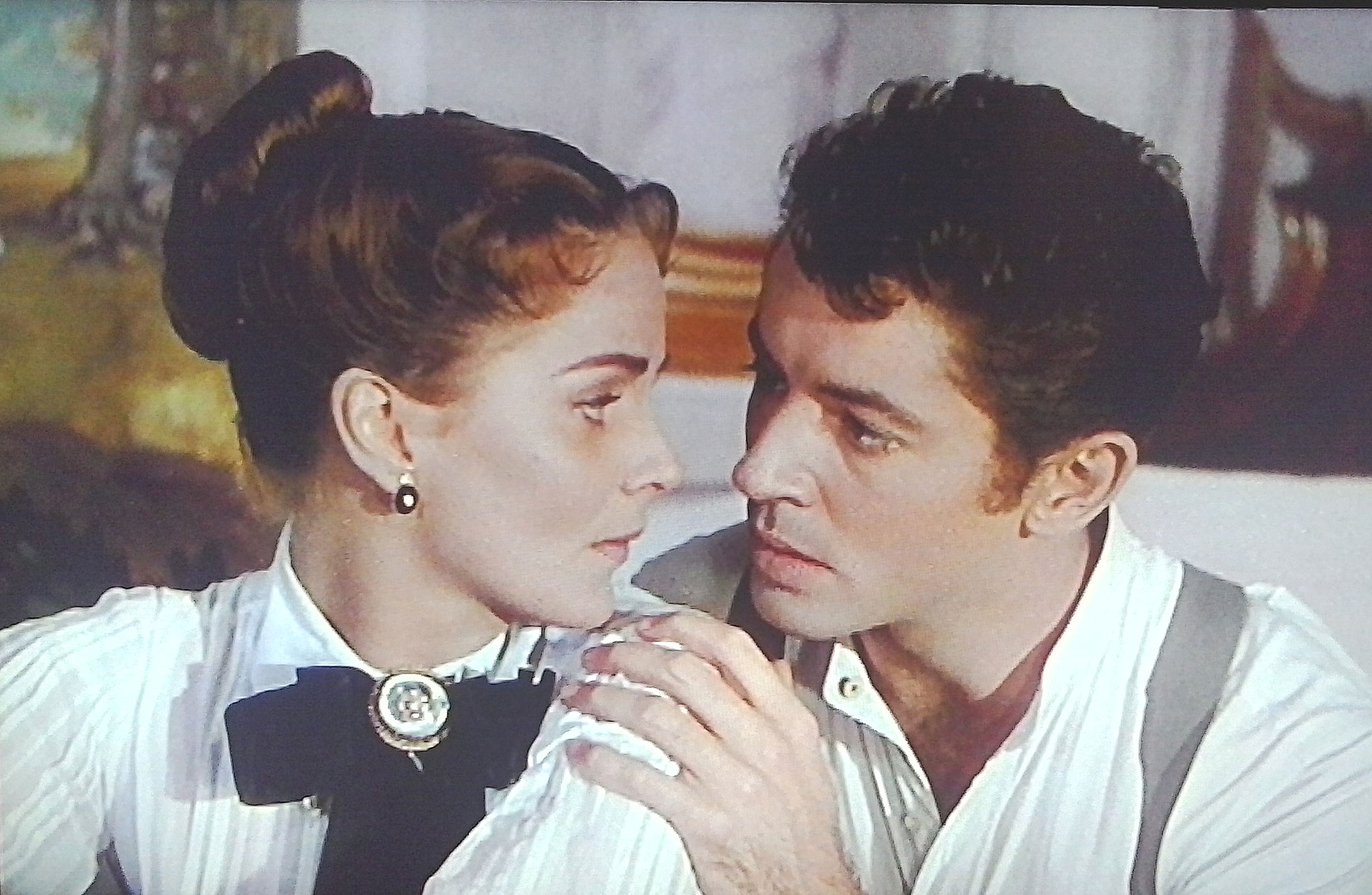
Alida Valli och Farley Granger i Sinnenas rus (1954).

Alida Valli, egentligen Alida Maria Laura Altenburger von Marckenstein-Frauenberg, född 31 maj 1921 i Pola i Kungariket Italien (i nuvarande Kroatien), död 22 april 2006 i Rom, var en italiensk skådespelare.

## Biografi
Alida Valli var dotter till en journalist av österrikisk härkomst och en italiensk mor. Hon studerade en kort tid vid filmskola i Rom innan hon som 15-åring gjorde filmdebut. Hon blev redan som 16-åring känd i hela Italien för en "skabrös" strandscen i Raffaello Matarazzos film Sono stato io! (1937). Hon gifte sig 1944 med pianisten och kompositören Oscar de Mejo och drog sig tillbaka från filmen, för att slippa medverka i fascistiska propagandafilmer. Makarna skildes 1952.
Hon återupptog sitt arbete efter kriget, upptäcktes av David O. Selznick, som trodde sig ha funnit en ny Ingrid Bergman och for till Hollywood med ett kontrakt; hennes amerikanska filmer blev emellertid inga större succéer. Vallis stora internationella genombrott kom 1949 i den brittiska filmen Den tredje mannen. Hon medverkade sedan i en rad internationella filmer.
Hennes karriär led ett avbräck 1954 på grund av en drog-, sex- och mordskandal där hennes tidigare make och dennes älskarinna var inblandade.
1997 belönades hon vid filmfestivalen i Venedig för sitt bidrag till italiensk film.

## Filmografi i urval
- 1937 – Sono stato io!
- 1941 – Piccolo mondo antico
- 1947 – En kvinnas hemlighet
- 1948 – Mirakelklockorna
- 1949 – Den tredje mannen
- 1950 – Vita tornet
- 1950 – Leva farligt
- 1953 – Vi kvinnor
- 1954 – Sinnenas rus
- 1957 – Skriet
- 1960 – De bestialiska
- 1961 – Tjuvar i farten
- 1970 – Spindelns strategi
- 1972 – La prima notte di quiete
- 1973 – Lisa och djävulen
- 1974 – Besatt - exorcism
- 1976 – 1900 (två delar)
- 1976 – På andra sidan bron
- 1977 – Flykten från helvetet (Suspiria)
- 1979 – Månen
- 1980 – Inferno
- 1995 – En månad vid sjön
- 2002 – Dödens karneval